# Natalia Arinbassarova
Natalia Outevlevna Arinbassarova (en russe : Наталья Утевлевна Аринбасарова) est une actrice soviétique née le 24 septembre 1946 à Moscou. Artiste émérite de la RSFS de Russie en 1979.

## Biographie
Le père de l'actrice, Outevle Turemouratovitch Arinbassarov, est d'origine kazakhe, sa mère Maria Konstantinovna Joukovskaïa d'origine polonaise. Ses parents se rencontrent à Moscou où son père étudie à  l'Académie militaire Frounze. Natalia a trois frères, Iouri, Arsen et Mikhaïl, et une sœur, Tatiana. En 1956, la famille part pour le Kazakhstan. Natalia prend des cours de danse à l'école chorégraphique d'Almaty, puis est envoyée à l'école du Théâtre Bolchoï dont elle est diplômée en 1964. La même année, elle obtient le rôle principal de l'adaptation du roman de Tchinguiz Aïtmatov Le Premier Maître porté à l'écran par Andreï Kontchalovski. Sa performance est récompensée par la Coupe Volpi pour la meilleure interprétation féminine lors de la Mostra de Venise 1966. Arinbassarova entame alors des études à l'Institut national de la cinématographie et obtient son diplôme en 1971. La même année, elle devient actrice du Théâtre national d'acteur de cinéma. En 1980, on lui décerne le prix d’État de l'URSS pour son rôle dans le film Goût du pain (1979).
Son livre de souvenirs Lunnye dorogi coécrit avec sa fille parait en 1999.

## Vie privée
Arinbassarova et Kontchalovski se marient après le tournage du Premier Maître, leur fils Yegor (ru) nait le 15 janvier 1966. Le divorce est prononcé en 1969.
En 1970, l'actrice se marie avec l'artiste peintre, fils d'émigrés russes en France, Nikolai Dvigoubski. Ensemble, ils ont une fille, Ekaterine Dvigoubskaïa, née le 14 octobre 1974, actrice et écrivaine. Arinbassarova et Nikolai Dvigoubski divorcent en 1980.
En 1982, elle se marie avec le réalisateur Eldor Ourazbaïev, sous la direction duquel elle jouait dans Transsibérien Express en 1977. Ils divorcent en 2010.

## Filmographie partielle
- 1965 : Le Premier Maître de Andreï Kontchalovski : Altynaï
- 1968 : Djamilia (Джамиля) d'Irina Poplavskaïa et Sergueï Ioutkevitch : Djamilia
- 1969 : Au bord du lac Baïkal (У озера) de Sergueï Guerassimov : Katia
- 1970 : Une journée tranquille à la fin de la guerre de Nikita Mikhalkov : Adalat
- 1977 : Transsibérien (Транссибирский экспресс) d'Eldor Urazbaev : Aïzhan
- 1979 : Goût du pain (ru) (Вкус хлеба) d'Alekseï Sakharov (ru) : Kamshat Sataeva
- 1987 : Les Rendez-vous du minotaure de Eldor Urazbaev : Marina Kolessnikova
- 1994 : Cœur fragile  de Yermek Shinarbayev
- 2011 : Returning to the 'A' (en)

## Distinctions
- 1966 : Coupe Volpi pour la meilleure interprétation féminine
- 1978 : Prix du Komsomol
- 1980 : prix d'État de l'URSS
- 1994 : prix du meilleur rôle féminin au Festival du film Stars de Demain à Genève